# Музей незалежності у Варшаві
Музей незалежності у Варшаві (пол. Muzeum Niepodległości w Warszawie) — музей, що знаходиться у  Варшаві, Польща. Зареєстрований у  Державному реєстрі музеїв.

## Історія
Музей засновано 30 січня 1990 р. як Музей історії польських рухів за незалежність і громадських рухів (пол. Muzeum Historii Polskich Ruchów Niepodległościowych i Społecznych), ще раніше — Музей історії польського революційного руху (пол. Muzeum Historii Polskiego Ruchu Rewolucyjnego).
Основна будівля музею — палац Пшебендовських-Радзивіллів (алея «Солідарності», 62). Крім головної експозиції, є також відділи:
- Музей X павільйону Варшавської цитаделі
- Музей в'язниці Пав'як
- Мавзолей боротьби та мучеництва

До розміщення у палаці  Радзивіллів головної експозиції музею там знаходився музей В. І. Леніна (з 1955 по 1989 рр.). У 1991 р. установа отримала нову назву. У 1992 р. Музей незалежності отримав статус народної установи культури. Директор цієї установи доктор Тадеуш Скочек.

## Постійно діючі виставки
В даний час в музеї постійно діють виставки:
- «Відродження Польщі» (пол. Polonia Restituta) — про незалежність і кордони Польщі (1914—1921)
- «Через століття з білим орлом» (пол. Z Orłem Białym przez wieki) — про історичний розвиток державного символу та герба Польщі
- «Щоб Польща була Польщею» (пол. Żeby Polska była Polską) — про діяльність опозиції в  ПНР (1945—1989)

## Ресурси Інтернету
- Вікісховище має мультимедійні дані за темою: Музей незалежності у Варшаві